# Blasiaceae
Blasiaceae là một họ rêu trong bộ Metzgeriales.